# Campeonato de Primera Fuerza 1922/23
In 1922/23 werd het eerste seizoen gespeeld van het Campeonato de Primera Fuerza, de hoogste amateurklasse van Mexico. De competitie was de opvolger van de Liga Mexicana de Football Amateur Association die in augustus 1922 fuseerde met de Liga Nacional. Asturias werd de eerste kampioen.
Na dit seizoen fuseerden Tranvias en Luz y Fuerza tot de toekomstige topclub Necaxa.  

## Eindstand
| Plaats | Club            | Wed. | W  | G | V  | Saldo | Ptn. |
| ------ | --------------- | ---- | -- | - | -- | ----- | ---- |
| 1.     | Asturias        | 14   | 11 | 2 | 1  | 28:10 | 24   |
| 2.     | Germania FV     | 14   | 11 | 1 | 2  | 29:12 | 23   |
| 3.     | América         | 14   | 9  | 1 | 4  | 23:12 | 19   |
| 4.     | Club España     | 14   | 7  | 3 | 4  | 20:12 | 17   |
| 5.     | Tranvias        | 14   | 4  | 1 | 9  | 11:20 | 9    |
| 6.     | CF México       | 14   | 1  | 6 | 7  | 10:18 | 8    |
| 7.     | Luz y Fuerza    | 14   | 2  | 3 | 9  | 10:25 | 7    |
| 8.     | Guerra y Marina | 14   | 2  | 1 | 11 | 6:28  | 5    |

|  | Kampioen |

### Kampioen
| Campeonato de Primera Fuerza 1922/23 |
| Mexico                               |
| ------------------------------------ |
| ASTURIAS Kampioen (1° titel)         |

## Topschutters
| Speler               | Speler          | Goals | Club        |
| -------------------- | --------------- | ----- | ----------- |
| Vlag van Zwitserland | Kurt Friederich | 12    | Germania FV |